# Hakoah All-Stars
L'Hakoah All-Stars è stata una società calcistica di New York, negli Stati Uniti.

## Storia
L'Hakoah All-Stars nacque nel 1929 dalla fusione di Brooklyn Hakoah e New York Hakoah, due squadre composte per la maggior parte da ex giocatori dell'Hakoah Vienna che si erano stabiliti negli USA nella seconda metà degli anni venti. Fu quindi una squadra dalla forte matrice ebraica, come già lo erano state le formazioni da cui trae origine il club. Brooklyn Hakoah e New York Hakoah decisero di unirsi quando si ritrovarono a giocare nello stesso campionato, la American Soccer League, dopo che per alcuni anni i reduci dell'Hakoah Vienna erano stati costretti dalla cosiddetta Soccer War, che aveva opposto Lega e Federazione, a scegliere da quale parte schierarsi e a giocare in competizioni differenti.
La sua stagione di esordio fu anche quella di maggior successo: terminò infatti il campionato in terza posizione, alle spalle dei Fall River F.C. e dei New Bedford Whalers. In estate gli All-Stars ricevettero diverse proposte per effettuare tour all'estero, dall'Australia all'Europa fino al Sud America ed optarono infine per quest'ultima destinazione. Il tour durò dal giugno al luglio del 1930 e vide gli Hakoah opporsi a una quindicina di squadre brasiliane, argentine, e uruguaiane, collezionando 2 vittorie, 8 pareggi e 5 sconfitte..
Il seguente campionato della ASL, disputato nell'autunno del 1930, ricalcò alla testa della classifica le posizioni del precedente, con l'Hakoah che si piazzò nuovamente sul podio. La American Soccer League aveva però iniziato il suo periodo di crisi, complice anche la Grande depressione che aveva colpito l'economia statunitense, e stava cominciando a vedere ridursi notevolmente sia il pubblico che il numero di squadre iscritte alla competizione. In un clima di generale disfacimento, l'Hakoah disputò alcuni campionati a centro-classifica, inframmezzati da un tour in America Centrale nell'estate del 1931, prima di scomparire nel 1932 assieme al campionato che ne aveva propiziato la nascita.